# Diplotoxoides
Diplotoxoides är ett släkte av tvåvingar. Diplotoxoides ingår i familjen fritflugor.
Släktet innehåller bara arten Diplotoxoides dalmatina.